# Michal Zahradníček
Michal Zahradníček (* 11. února 1968 Krnov) je český filantrop, podnikatel a investor, zaměřující se zejména na technologie v medicíně a biotechnologie. Je autorem několika patentů 

a zakladatelem investiční společnosti LIFE bioCEEd, biotechnologické společnosti Primecell a inkubátoru 4MEDi. Podle médií a informací z obchodního rejstříku ovládá majetek v hodnotě několika miliard Kč. Žije střídavě v Praze a Bostonu.

## Kariéra
Absolvoval sportovní základní školu v Krnově, v letech 1974–1986 se vrcholově věnoval atletice. V roce 1993 ukončil ekonomická studia na Technické univerzitě v Darmstadtu v SRN a na VUT v Brně. Poté zastával především ekonomické pozice v mezinárodních firmách. Studium MBA dokončil v roce 2001 na Manchester Metropolitan University. Po studiích v Německu nastoupil jako provozní ekonom do logistické společnosti. V letech 1996–2000 pracoval jako finanční ředitel v nadnárodní společnosti Arjo Wiggins Appleton s odpovědností za několik zemí regionu CEE (střední a východní Evropy).
V letech 2005–2006 byl poradcem ministra financí Slovenské republiky a spolupracoval na slovenské reformě zdravotnictví. V roce 2004 převzal od ministra průmyslu ČR Milana Urbana ocenění v soutěži vyhlašované Svazem průmyslu a dopravy ČR – nejlepší manažer roku v kategorii střední firma a byl zařazen mezi 10 nejúspěšnějších manažerů ČR. V letech 2022 a 2023 byl poradcem ministryně pro vědu, výzkum a inovace České republiky.

## Podnikání a významné investice
- 1995 založení společnosti LEVI Systems, 1998 založení společnosti WEBCOM a 2004 založení společnosti Axperience; následné fúze do softwarové společnosti WEBCOM a.s. V roce 2015 WEBCOM kupuje japonská společnost KONICA MINOLTA.[4]
- 2000 vstup do společnosti Levi International (založenou v roce 1995 Ivo Kristenem), následně fúze se slovenskou BGS[5], vznikl subjekt, který byl s ročním obratem cca 13 miliard Kč největším česko–slovenským broadline distributorem HW a SW. V roce 2007 prodána strategickému investorovi eD' system.
- 2001 založení společnosti MIKENOPA, významného poskytovatele specifických IT a komunikačních služeb pro luxusní hotely – tzv. Hospitality SW.
- 2007 založení Primecell Therapeutics, která investuje do aplikovaného výzkumu v oborech regenerativní medicíny, buněčné terapie, orgánového a tkáňového inženýrství.
- 2008 investice do obnovitelných zdrojů, následně založení energetické společnosti Solar Global. V roce 2014 v zájmu získání dalších zdrojů a posílení investic do inovací a vysoce progresivních technologií podíl ve společnosti Solar Global prodává.
- 2007–2009 založení společnosti Národní centrum tkání a buněk v Brně a investice do vytvoření GMP laboratoří pro zpracování lidských tkání a buněk. Následně prodej minoritního podílu (24 %) v této společnosti České republice. Po deseti letech existence těchto brněnských laboratoří zde bylo dokončeno několik významných projektů využití lidských tkání a buněk při léčbě řady závažných onemocnění. Ročně poskytuje své produkty více než 5000 pacientům z celého světa a je dnes největším hráčem v oboru tkáňového inženýrství v Evropě.[6]
- 2014 dokončeno biotechnologické vývojové a translační centrum 4MEDi v Ostravě, ze kterého se postupně stává Biotechnologický inkubátor a akcelerátor. Ten slouží začínajícím firmám a původcům duševního vlastnictví z mnoha zemí v oboru biotechnologií jako základna pro další expanzi.[7]
- 2015 Primecell prodává podíl ve firmě SCL Biological Czech se sídlem v Ostravě čínské firmě SCLNow, který se zaměřuje na výzkum a využití lidských buněk pro další vědecké použití, především pro oblast klinických hodnocení.[8]
- 2016 prodej minoritního podílu v Primecell investiční skupině PENTA.[9] Primecell se více soustředí na oblast buněčné a genové manipulace, výzkum v oblasti stárnutí a oblast enhanced human.
- 2017 získává 4MEDi druhé místo Odborné poroty v soutěži o Ostravský dům roku, v kategorii Cena veřejnosti místo první.[10]
- 2021 prodej minoritního podílu v Rodinné bance autologní pupečníkové krve a mezenchymálních buněk společnosti VITA 34.
- 2025 založení s dalšími třemi partnery investiční společnosti LIFE bioCEEd, specializující se na technologický transfer aplikovaného výzkumu a jeho financování v oblasti medicínských technologií a biotechnologií. Investicemi se soustředí na transfer velmi raných fází vývoje v oblastech jako je imunologie, fertilita, duševní zdraví, léčba bolesti, nemoci spojené se stárnutím, a také enhanced human.[11]

## Dobročinnost a společenská angažovanost
Mnoho let podporoval nejen finančně Český paralympijský výbor. V letech 2014 a 2015 a 2016 obdržel od ministra kultury ČR Daniela Hermana Ocenění za zásluhy o podporu a rozvoj českého kulturního dědictví. V letech 1994–1996 byl členem Kontrolního výboru města Krnova. V letech 2005–2010 byl členem Rady expertů České manažerské asociace. V letech 2009–2013 byl členem Výboru České golfové federace. Je duchovním otcem projektu Hraj golf – změň život, který zpřístupnil možnost hrát golf široké veřejnosti a dětem ze sociálně slabších rodin. Několik let provozuje mezinárodní dětskou surfařskou školu v Portugalsku, Maroku a Bali. Příležitostně přednáší pro některé vysoké školy a instituce. Od roku 2014 je členem sekce zdravotnictví Hospodářské komory ČR. V roce 2015 a 2017 byl zvolen členem Rady Česko-Izraelské smíšené obchodní komory a je čestným členem Česko-Čínské smíšené obchodní komory. Založil Nadační fond Regenerativní medicíny Regeneron, který poskytoval nedostupnou léčbu vybraným skupinám pacientů. 
Jeho životní krédo je, že Inovace jsou jediným legitimním nárokem na zisk a že technologický transfer je nejúčinnější zbraní.